# Championnat du Venezuela de football 2001-2002
Navigation
Saison 2000-2001 Saison 2002-2003
La saison 2001-2002 du championnat du Venezuela de football est la quarante-sixième édition du championnat de première division professionnelle au Venezuela et la quatre-vingt-deuxième saison du championnat national.
Le championnat est scindé en deux tournois saisonniers où les dix équipes engagées s'affrontent deux fois, à domicile et à l'extérieur. Le vainqueur de chaque tournoi participe à la finale nationale et se qualifie pour la Copa Libertadores. Un classement cumulé des deux tournois permet de déterminer les deux clubs qualifiés pour la toute nouvelle Copa Sudamericana et les deux relégués en Segunda A.
C'est le Nacional Táchira qui remporte la compétition, après avoir gagné le tournoi Clausura puis battu Estudiantes de Mérida (vainqueur du tournoi Apertura) en finale nationale. C'est l'unique titre de champion de l'histoire du club, qui disparaît la saison suivante.
Avant le début de la saison, ULA Mérida doit se retirer pour des raisons financières et cède sa licence au club de Monagas SC, relégué en fin de saison précédente.

## Les clubs participants
| - Deportivo Italchacao - Caracas FC - Mineros de Guayana - Deportivo Galicia - Promu de Segunda A - Trujillanos FC | - Monagas SC - Estudiantes de Mérida - Deportivo Táchira - Portuguesa FC - Promu de Segunda A - Nacional Táchira |

## Compétition
Le barème utilisé pour établir les différents classements est le suivant :
- Victoire : 3 points
- Match nul : 1 point
- Défaite : 0 point

### Tournoi Apertura
| Rang | Équipe                | Pts | J  | G | N  | P  | Bp | Bc | Diff |
| ---- | --------------------- | --- | -- | - | -- | -- | -- | -- | ---- |
| 1    | Estudiantes de Mérida | 33  | 18 | 9 | 6  | 3  | 34 | 19 | +15  |
| 2    | Monagas SC            | 31  | 18 | 9 | 4  | 5  | 24 | 17 | +7   |
| 3    | Deportivo Táchira     | 29  | 18 | 7 | 8  | 3  | 28 | 17 | +11  |
| 4    | Nacional Táchira      | 28  | 18 | 7 | 7  | 4  | 27 | 18 | +9   |
| 5    | Mineros de Guayana    | 28  | 18 | 8 | 4  | 6  | 27 | 29 | -2   |
| 6    | Caracas FCT           | 24  | 18 | 6 | 6  | 6  | 32 | 23 | +9   |
| 7    | Trujillanos FC        | 22  | 18 | 4 | 10 | 4  | 28 | 27 | +1   |
| 8    | Deportivo Italchacao  | 21  | 18 | 6 | 3  | 9  | 23 | 25 | -2   |
| 9    | Portuguesa FCP        | 16  | 18 | 4 | 4  | 10 | 17 | 39 | -22  |
| 10   | Deportivo GaliciaP    | 11  | 18 | 3 | 2  | 13 | 18 | 44 | -26  |

|  | Qualification pour la Copa Libertadores 2003 et la finale nationale |

### Torneo Clausura
Le Deportivo Galicia change de nom entre les deux tournois et prend le nom de Galicia de Aragua.
| Rang | Équipe                | Pts | J  | G  | N | P  | Bp | Bc | Diff |
| ---- | --------------------- | --- | -- | -- | - | -- | -- | -- | ---- |
| 1    | Nacional Táchira      | 36  | 18 | 11 | 3 | 4  | 37 | 18 | +19  |
| 2    | Monagas SC            | 33  | 18 | 9  | 6 | 3  | 29 | 17 | +12  |
| 3    | Deportivo Italchacao  | 29  | 18 | 8  | 5 | 5  | 30 | 22 | +8   |
| 4    | Deportivo Táchira     | 27  | 18 | 7  | 6 | 5  | 26 | 22 | +4   |
| 5    | Caracas FCT           | 26  | 18 | 7  | 5 | 6  | 35 | 28 | +7   |
| 6    | Trujillanos FC        | 24  | 18 | 6  | 6 | 6  | 25 | 20 | +5   |
| 7    | Estudiantes de Mérida | 24  | 18 | 6  | 6 | 6  | 24 | 22 | +2   |
| 8    | Galicia de AraguaP    | 16  | 18 | 4  | 4 | 10 | 18 | 36 | -18  |
| 9    | Mineros de Guayana    | 14  | 18 | 3  | 6 | 9  | 17 | 34 | -17  |
| 10   | Portuguesa FCP        | 14  | 18 | 3  | 5 | 10 | 27 | 49 | -22  |

|  | Qualification pour la Copa Libertadores 2003 et la finale nationale |

### Classement cumulé
| Rang | Équipe                  | Pts | J  | G  | N  | P  | Bp | Bc | Diff |
| ---- | ----------------------- | --- | -- | -- | -- | -- | -- | -- | ---- |
| 1    | Nacional TáchiraCl      | 64  | 36 | 18 | 10 | 8  | 64 | 36 | +28  |
| 2    | Monagas SC              | 64  | 36 | 18 | 10 | 8  | 53 | 34 | +19  |
| 3    | Estudiantes de MéridaAp | 57  | 36 | 15 | 12 | 9  | 58 | 41 | +17  |
| 4    | Deportivo Táchira       | 56  | 36 | 14 | 14 | 8  | 54 | 39 | +15  |
| 5    | Caracas FCT             | 50  | 36 | 13 | 11 | 12 | 67 | 51 | +16  |
| 6    | Deportivo Italchacao    | 50  | 36 | 14 | 8  | 14 | 53 | 47 | +6   |
| 7    | Trujillanos FC          | 46  | 36 | 10 | 16 | 10 | 53 | 47 | +6   |
| 8    | Mineros de Guayana      | 42  | 36 | 11 | 10 | 15 | 44 | 63 | -19  |
| 9    | Portuguesa FCP          | 30  | 36 | 7  | 9  | 20 | 44 | 88 | -44  |
| 10   | Galicia de AraguaP      | 27  | 36 | 7  | 6  | 23 | 36 | 80 | -44  |

|  | Qualification pour la Copa Libertadores 2003     |
|  | Qualification pour la Copa Sudamericana 2002     |
|  | Participation au barrage de promotion-relégation |
|  | Relégation directe en Segunda A                  |

#### Finale pour le titre
| Équipe 1         | Résultat      | Équipe 2              | Aller | Retour |
| ---------------- | ------------- | --------------------- | ----- | ------ |
| Nacional Táchira | 3 - 3 5-3 tab | Estudiantes de Mérida | 3 - 3 | 0 - 0  |

#### Barrage de promotion-relégation
Le 9e du classement affronte le vice-champion de Segunda A pour déterminer le dernier club participant au championnat la saison prochaine.
| Équipe 1         | Résultat | Équipe 2      | Aller | Retour |
| ---------------- | -------- | ------------- | ----- | ------ |
| Carabobo FC (D2) | 3 - 2    | Portuguesa FC | 3 - 2 | 0 - 0  |

## Bilan de la saison
| Championnat du Venezuela de football 2001-2002 |                              |
| Champion                                       | Nacional Táchira (1er titre) |
| Coupes et trophées                             |                              |
| Vainqueur de la Coupe du Venezuela 2001-2002   | Non disputée                 |
| Qualifications continentales                   |                              |
| Copa Libertadores 2003                         | Nacional Táchira             |
| Copa Libertadores 2003                         | Estudiantes de Mérida        |
| Copa Sudamericana 2002                         | Deportivo Táchira            |
| Copa Sudamericana 2002                         | Monagas SC                   |
| Promotions et relégations                      |                              |
| Promus en Primera División                     | Zulianos FC                  |
| Promus en Primera División                     | Carabobo FC                  |
| Relégués en Segunda A                          | Portuguesa FC                |
| Relégués en Segunda A                          | Galicia de Aragua            |